# 连环漫画

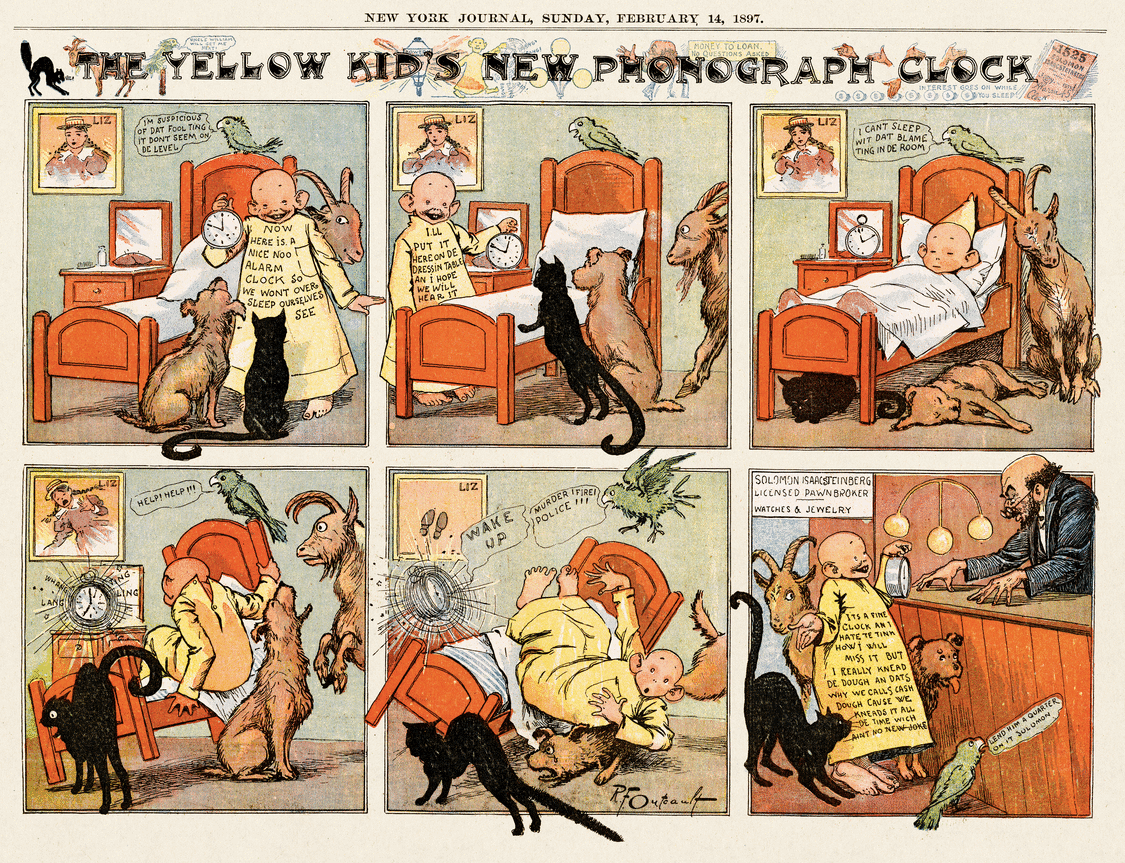
該圖像即為典型連環漫畫

連環漫畫（Comic Strip）是在報紙、雜誌上連載的漫畫形式。最早出現于19世紀的北美地區，此外中國也有相對獨立的連環畫發展，但後者廣義上未必是以漫畫形式出現。
報紙連環漫畫的主題大多以幽默和諷刺為主。由於報紙的容量有限，因此故事必須要在幾張之内獨立成章。報紙連環漫畫講究情節謹慎、故事複雜、角色繁多以及延伸性。

## 代表性人物
- 查爾斯·舒茲
- 吉姆·戴維斯
- 艾爾吉
- 斯科特·亞當斯
- E·C·西格
- 季諾
- 王澤
- 朱德庸
- 蕭言中

## 外部連結
- National Cartoonists Society （页面存档备份，存于）
- Leiffer, Paul; Ware, Hames, eds. . （原始内容存档于2010年7月4日）.
- Comic Art Collection at the University of Missouri
- Billy Ireland Cartoon Library and Museum （页面存档备份，存于） at The Ohio State University